# Sinfonietta (Poulenc)

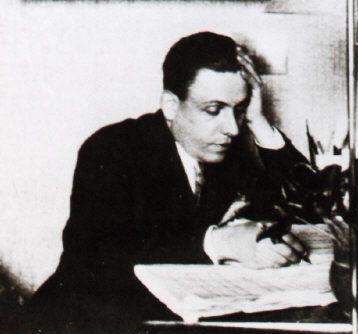
Françis Poulenc (1899 - 1963)

La Sinfonietta, FP 141, es una obra para orquesta de Francis Poulenc. Compuesta en 1947, se estrenó por primera vez en Londres, el 24 de octubre de 1948, bajo la dirección de Roger Désormière. La obra, ligera y llena de ritmos de danza, consta de cuatro movimientos:
1. Allegro con fuoco
2. Molto vivace
3. Andante cantabile
4. Très vite et très gai